# Chrysotus errans
Chrysotus errans är en tvåvingeart som beskrevs av Octave Parent 1931. Chrysotus errans ingår i släktet Chrysotus och familjen styltflugor. Inga underarter finns listade i Catalogue of Life.